# Želino (kommun)
Želino (makedonska: Желино) är en kommun i Nordmakedonien. Den ligger i den nordvästra delen av landet, 26 km väster om huvudstaden Skopje. Antalet invånare är 24 390. Arean är 201 kvadratkilometer.
Följande samhällen finns i kommunen Želino:
- Želino
- Strimnica
- Larce
- Dobarce
- Sedlarevo
- Čiflik
- Merovo
- Grupčin
- Kopačin Dol
- Novo Selo
- Dolna Lešnica
- Rogle
- Cerovo
- Gorna Lešnica